# Васильев, Матвей Васильевич
Матвей Васильевич Васильев (1731—1782) — ученик Рисовальной палаты Петербургской академии наук (1749), в 1752 г. определён учеником к М. В. Ломоносову и работал у него как художник-мозаичист.

## Биография
Матвей Васильевич Васильев родился в 1731 году в семье матроса. В января 1749 года поступил в ученики Рисовальной палаты Петербургской академии наук где обучался рисовании и живописи под руководством Гриммеля. В 1752 году Ломоносов выбрал там себе двух учеников для обучения мозаичному делу: Ефима Мельникова и Матвея Васильева. С 1753 года — в учении у Ломоносова.
В «Замечании» Якоба Штелина отмечалось, что ученики, в частности, были взяты и как рисовальщики-живописцы, так как сам Ломоносов «не учился ни рисовать ни присать красками, то он употребляет для этой работы двух академических учеников-живописцев, которые до сих пор выполняют всё лучше и лучше. Одного зовут Матвей Васильев, и он исполнил до сих пор всё лучшее… Оба ученики покойного Гриммеля».
С 1755 года работал на новой (основана в 1753 году) стекольной фабрике Ломоносова в Усть-Рудицах. Вскоре стал основным помощником Ломоносова и получал 36 рублей в год жалования. С 1761 года — старший мастер мозаичного набора с жалованием (с 1762 года) — 150 рублей в год. Как старший мастер участвовал в создании мозаичной картины «Полтавская баталия», работа над которой шла в доме Ломоносова на Мойке, где мозаичисты и жили.
Ломоносов полностью доверял Васильеву и поручал ему не только художественные, но и хозяйственные задачи. Так в 1762 году по доверенности Ломоносова Васильев занимался отмежеванием земель деревни Голубовицы, крестьяне которой были приписаны к фабрике в Усть-Рудицах. А в 1765 году Ломоносов в своем проекте прошения в Сенат просил в случае его смерти доверить продолжение начатого им мозаичного дела своему шурину Иоганну Цильху и мозаичному мастеру Матвею Васильеву. Васильев действительно продолжал работать в мозаичной мастерской и после смерти Ломоносова — до декабря 1781 года.
Сохранились воспоминания Якоба Штелина о работе Васильева: «Перед отъездом Двора в Москву в 1767 году граф Александр Сергеевич Строганов дал из своей отличной картинной галереи необыкновенный оригинал — голову [старика] Рубенса бывшему ученику Ломоносова Мат. [вею] Васильеву. Этот под надзором русского живописца Ивана Бельского сделал столь превосходную мозаику, что на расстоянии нескольких шагов её принимали за оригинал».

## Мозаики, созданные при участии Матвея Васильевича Васильева

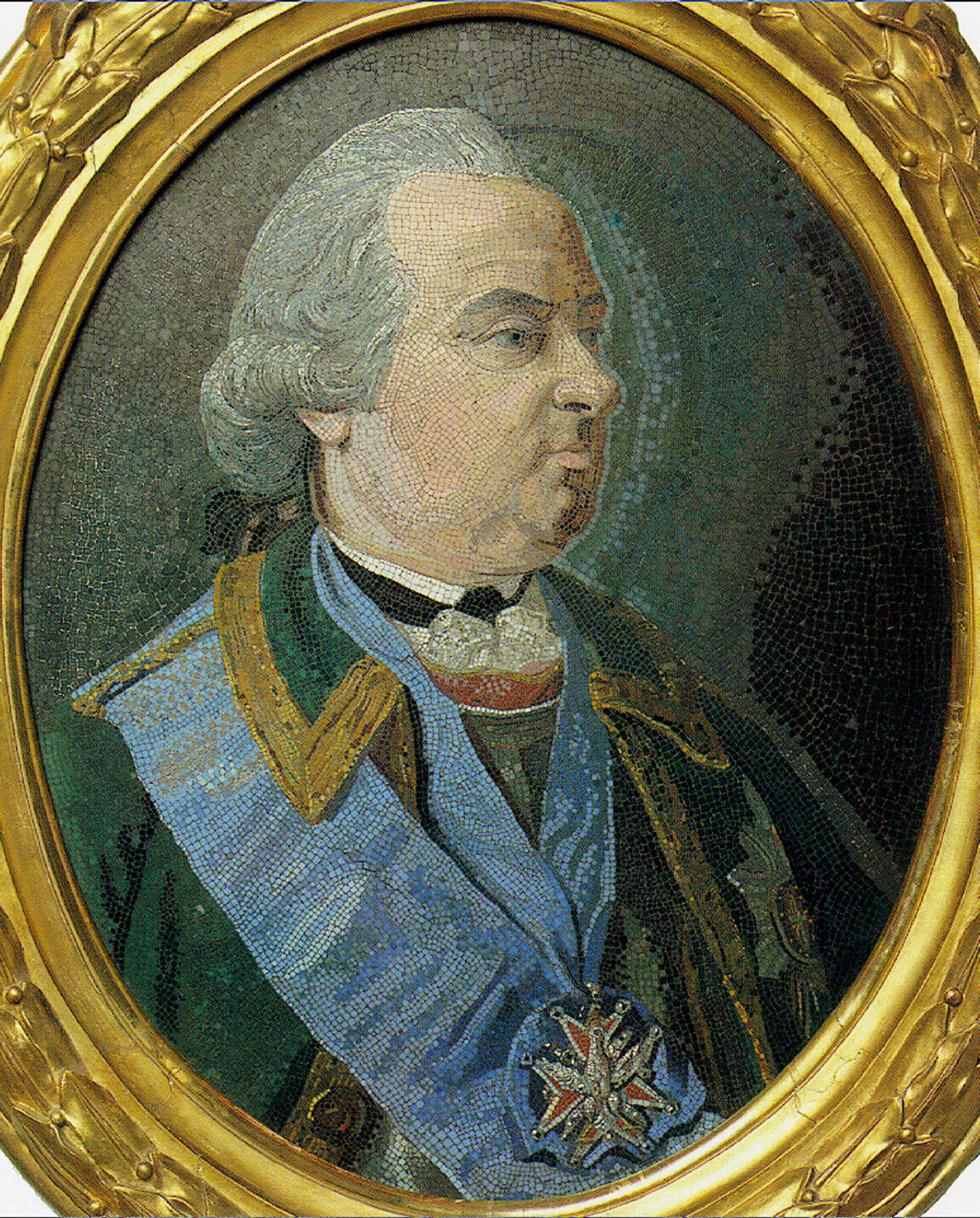
Матвей Васильевич Васильев, Ефим Тимофеевич Мельников[3]. Портрет графа П. И. Шувалова. Мозаичная мастерская М. В. Ломоносова; Усть-Рудицкая фабрика
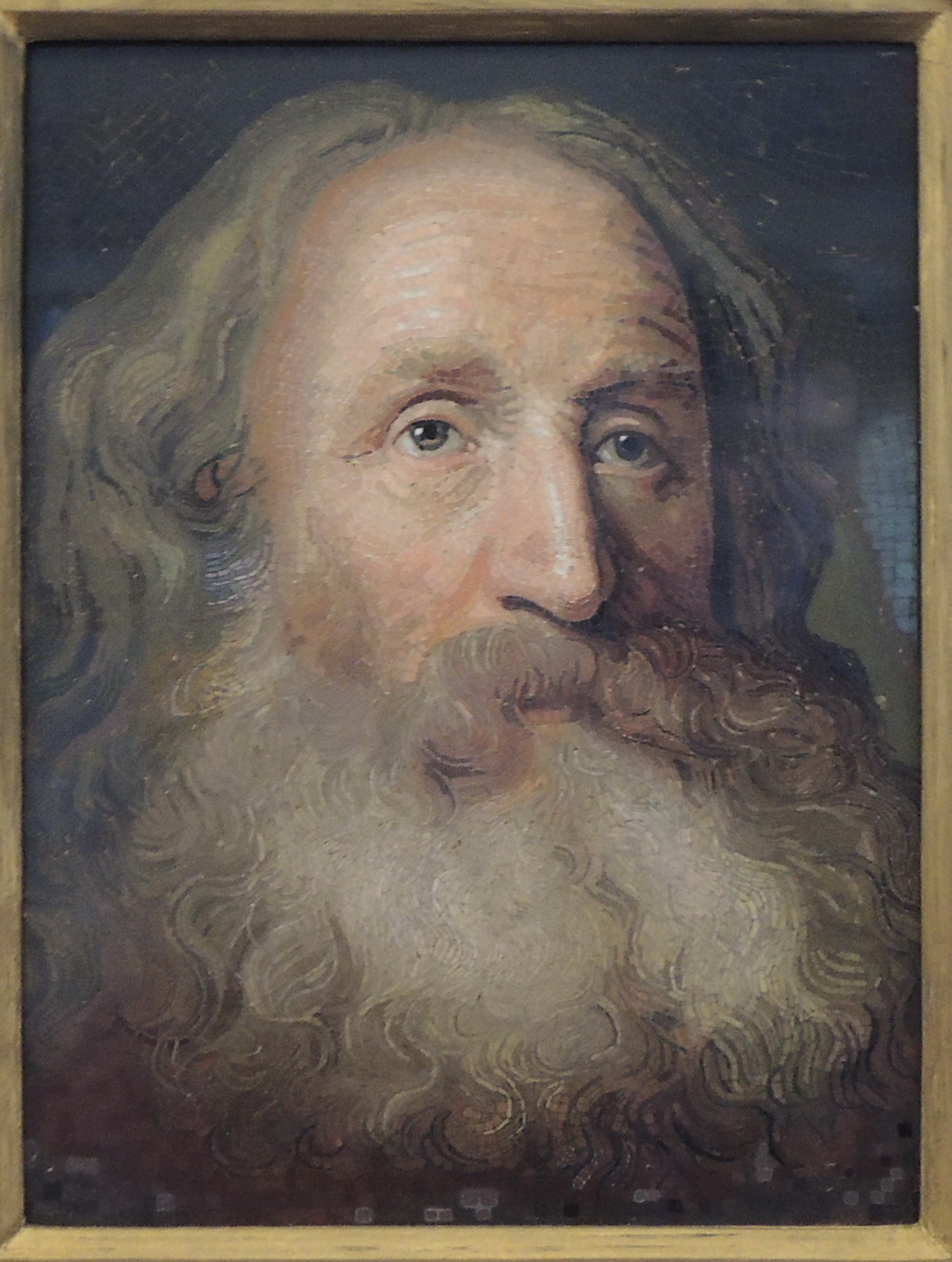
Голова старика - мозаика, выполненная в 1767 году Матвеем Васильевым под руководством Ивана Бельского (по картине  Рубенса из собрания Строганова)
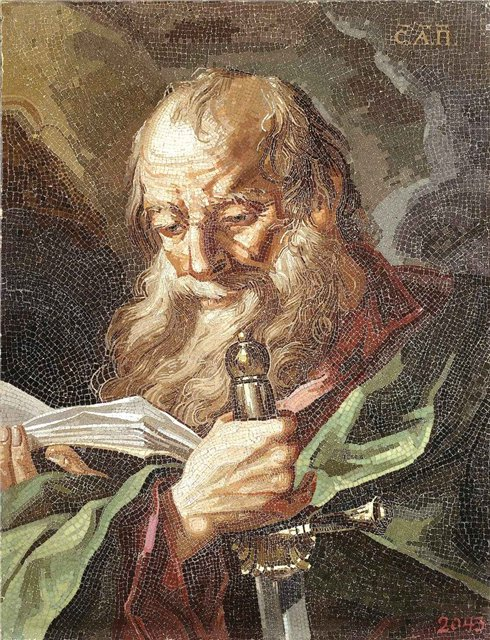
Матвей Васильевич Васильев[3] Мозаичный образ «Св. апостол Павел» Мозаичная мастерская М. В. Ломоносова
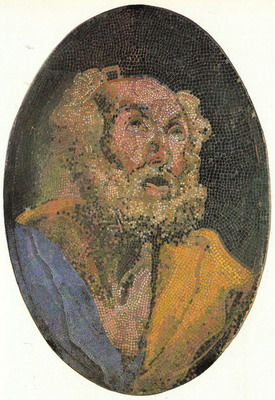
Матвей Васильевич Васильев, Ефим Тимофеевич Мельников[3]. Мозаичный образ «Св. апостол Петр плачущий» или «Св. апостол Петр по римскому примеру»
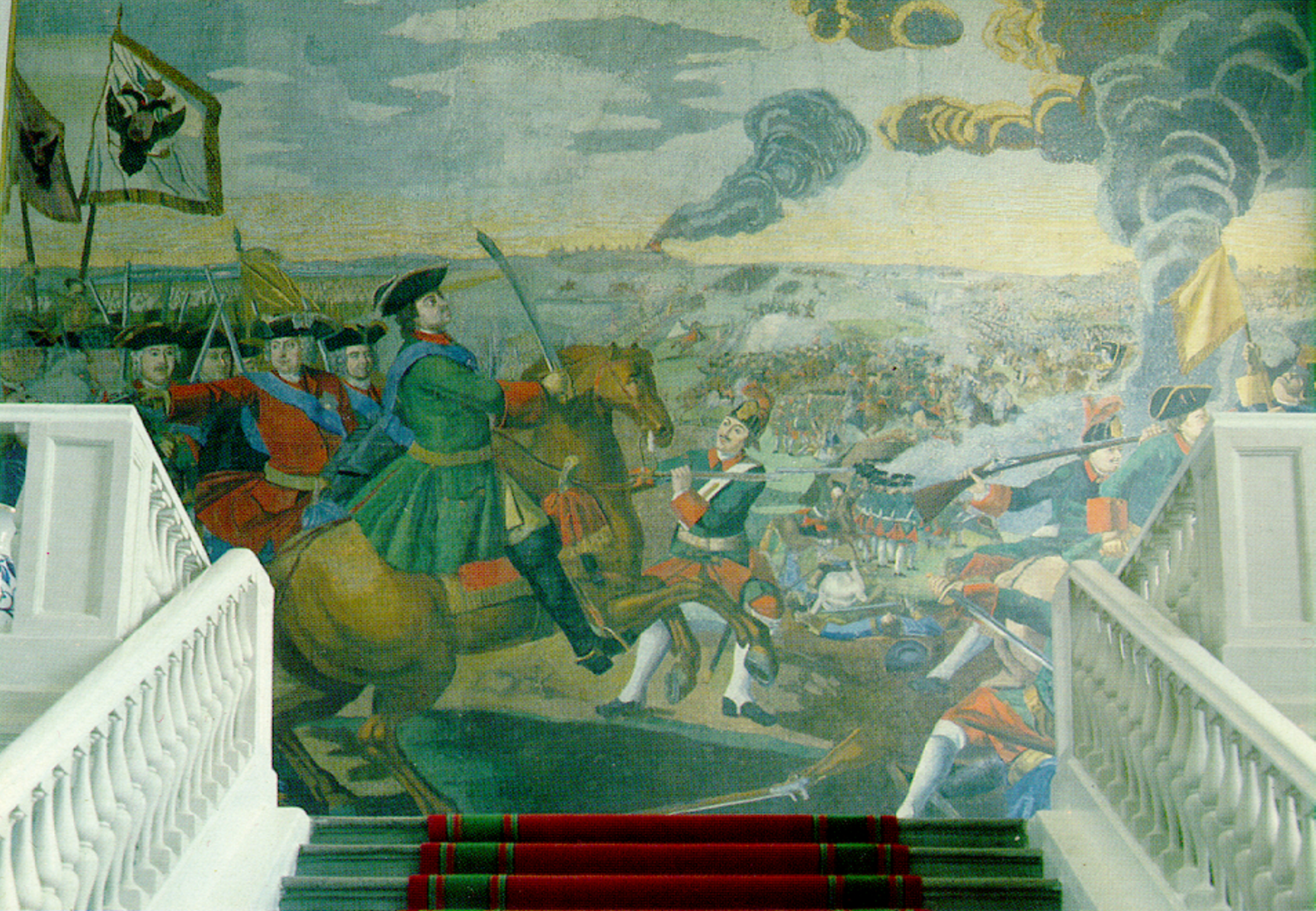
«Полтавская баталия». Матвей Васильевич Васильев принимал участие в создании этой мозаики как старший мастер